# Gelobtes Land (Fernsehserie)
Gelobtes Land (Originaltitel: Promised Land) ist eine US-amerikanische Drama-Serie, die von ABC Signature für die Walt Disney Company umgesetzt wurde. Die Premiere der Serie fand am 24. Januar 2022 auf dem US-Networksender ABC statt. Mit Folge 6 wechselte die Erstveröffentlichung der Serie komplett zum US-Streamingdienst Hulu, da bei ABC nicht die gewünschten Zuschauerzahlen erreicht werden konnten. Im deutschsprachigen Raum erfolgte die Erstveröffentlichung der Serie durch Disney+ am 6. Juli 2022 als Original.
Im Mai 2022 wurde die Serie nach einer Staffel abgesetzt.

## Handlung
In der Serie konkurrieren zwei Latinx-Familien aus dem kalifornischen Sonoma Valley um Macht und Reichtum miteinander.

## Figuren
Joe Sandoval ist der Patriarch der Familie Sandoval, einer wohlhabenden Winzerfamilie in Sonoma Valley. Er schnappte sich ein kleines Weingut, das einem früheren Rivalen gehörte, und baute mit persönlichem Einsatz und harter Arbeit ein Imperium auf. Auf seinem Weg machte sich Joe zahlreiche Personen zum Feind, darunter auch Familienmitglieder. Joe ist ein Stratege und kann so gut wie jede Aufgabe innerhalb von Heritage House übernehmen. Doch als plötzlich wieder ein alter Feind auf der Bildfläche erscheint, gerät sein Imperium ins Wanken.
Lettie Sandoval ist Matriarchin der Familie Sandoval und langjährige Gattin von Joe. Sie hält ihre zunehmend auseinanderbrechende Familie zusammen und verteidigt diese bis aufs Blut. Lettie ist stolz darauf, was ihre Familie über die Jahre aufgebaut hat. Als jedoch eine Person aus ihrer Vergangenheit auftaucht, beginnt sie zu hinterfragen, ob den  American Dream zu leben, auch den Preis wert ist, welcher dafür gezahlt werden muss.
Mateo Flores ist der hart arbeitende und äußerst fähige General Manager von Heritage House. Er fühlt sich aufgrund seines Status als Stiefsohn nicht so wirklich von der Familie Sandoval akzeptiert. Als ein junger Einwanderer beginnt für die Sandovals zu arbeiten, welcher ihn stark an seine eigenen Wurzeln erinnert, führt schließlich dazu, dass sich Mateo schon sehr bald an einem Scheideweg befindet.
Veronica Sandoval ist die älteste Tochter der Sandovals und die vertrauenswürdige Nummer zwei ihres Vaters im Familienbetrieb. Sie ist die designierte Erbin von Heritage House. Doch ihr Tatendrang und Ehrgeiz führten dazu, dass sie so manche Probleme hat. Und es dauert nicht lang, und ihr scheinbar perfektes Leben gerät aus den Fugen.
Carmen Sandoval ist die jüngste Tochter der Sandovals. Hinter ihrem Party-Girl-Dasein verbirgt sich eine zutiefst verunsicherte junge Frau, die den Errungenschaften ihrer Geschwister hinterherschaut, und nicht genau weiß, wie sie mithalten soll. Keiner erwartet irgendetwas von Carmen. Doch genau das macht sie sehr gefährlich.
Antonio Sandoval ist einer der Sandoval-Kinder und in den Augen von Patriarch Joe das schwarze Schaf der Familie, weswegen dieser ihn ins Exil nach New York getrieben hat. Als seine Familie jedoch von außen hin bedroht wird, holt man ihn zurück nach Sonoma Valley. Doch hat Antonio, angesichts der Situation, die Behandlung ihm gegenüber durch seine Familie verziehen oder will er doch lieber alte Rechnungen begleichen?
Carlos Rincón wanderte 1987 ohne Papiere in die USA ein und kommt in der Hoffnung auf eine bessere Zukunft zum Weingut Heritage House. Auf seiner Reise trifft er auf Juana Sánchez, eine junge Immigrantin, die davon träumt Lehrerin zu werden. Als die beiden in Sonoma Valley ankommen, kommt es während ihrer Suche nach dem persönlichen American Dream zu einer Verbindung ihrer beider Schicksale. Durch gefälschte Papiere seines Bruders Billy nimmt er den Namen Joe Sandoval an.
Juana Sánchez	ist eine junge Immigrantin ohne Papiere, die 1987 zusammen mit ihrer Schwester Rosa aus El Salvador geflohen ist, wo sie um ihre Leben bangen mussten. Eigentlich möchte Juana Lehrerin werden, doch aufgrund ihrer Gefühle für ihren Einwandererkollegen Carlos und ihrer Hoffnung auf eine bessere Zukunft folgte sie diesem auf das Weingut Heritage House in Sonoma Valley, und nimmt dort einen Job als Obstpflückerin an. Mit Hilfe der gefälschten Dokumenten von Billy erhält sie als Leticia „Letty“ eine neue Identität.
Billy Rincón arbeitet 1987 auf dem Weingut Heritage House in Sonoma Valley. Er ist der Bruder von Carlos und träumt davon eines Tages selbst dieses zu besitzen. Als Billy sich Hals über Kopf in Juana verliebt, gerät er mit seinem Bruder in Klinsch, da dieser ebenfalls Interesse an Juana hat. Sein Geburtsname ist Roberto. Im Zuge der Verwendung gefälschter Dokumente, nimmt er den Namen Guillermo (spanische Form des Namens Wilhelm, mit Billy als Kosename) an.

## Besetzung und Synchronisation
Die deutschsprachige Synchronisation entstand nach den Dialogbüchern von Michael Nowka sowie unter der Dialogregie von Hens Gies durch die Synchronfirma EuroSync in Berlin.
| Rolle                                            | Schauspieler         | Synchronsprecher     |
| ------------------------------------------------ | -------------------- | -------------------- |
| Joe Sandoval                                     | John Ortiz           | Hanns-Jörg Krumpholz |
| Lettie Sandoval                                  | Cecilia Suárez       | Silvia Mißbach       |
| Mateo Flores                                     | Augusto Aguilera     | Amadeus Strobl       |
| Veronica Sandoval                                | Christina Ochoa      | Giovanna Winterfeldt |
| Carmen Sandoval                                  | Mariel Molino        | Lea Kalbhenn         |
| Antonio Sandoval                                 | Tonatiuh             | Vincent Fallow       |
| Carlos Rincón / Joe Sandoval (als junger Mann)   | Andres Velez         | David Brizzi         |
| Juana Sánchez / Lettie Sandoval (als junge Frau) | Katya Martín         | Laurine Betz         |
| Billy Rincón                                     | Rolando Chusan       | Marco Eßer           |
| Margaret Honeycroft                              | Bellamy Young        | Aline Staskowiak     |
| Margaret Honeycroft (als junge Frau)             | Kerri Medders        | Birte Baumgardt      |
| Cruz Delgado                                     | Carlos Javier Rivera | Sebastian Borucki    |

## Episodenliste
| Nr. | Deutscher Titel                 | Originaltitel                                          | Erstausstrahlung (USA)          | Deutschsprachige Erstveröffentlichung (D/A/CH) | Regie                 | Drehbuch               |
| --- | ------------------------------- | ------------------------------------------------------ | ------------------------------- | ---------------------------------------------- | --------------------- | ---------------------- |
| 1   | Ein Ort namens Tradition        | A Place Called Heritage                                | 24. Jan. 2022 A                 | 6. Juli 2022                                   | Michael Cuesta        | Matt Lopez             |
| 2   | Morgendämmerung                 | La Madrugada (Day Break)                               | 25. Jan. 2022 B 31. Jan. 2022 C | 6. Juli 2022                                   | Edward Ornelas        | Matt Lopez             |
| 3   | Der Kampf                       | La Lucha (The Struggle)                                | 7. Feb. 2022 A                  | 6. Juli 2022                                   | Nick Copus            | Emilia Serrano         |
| 4   | Das Geschenk                    | El Regalo (The Gift)                                   | 14. Feb. 2022 A                 | 6. Juli 2022                                   | Félix Enríquez Alcalá | Michael Jones-Morales  |
| 5   | Die Rivalen                     | Los Rivales (Rivals)                                   | 21. Feb. 2022 A                 | 6. Juli 2022                                   | Clara Aranovich       | Talia Gonzalez         |
| 6   | El Cuchicheo (Das Flüstern)     | El Cuchicheo (The Whispering)                          | 1. Mär. 2022 B                  | 6. Juli 2022                                   | Nick Gomez            | Christopher Oscar Peña |
| 7   | Die beste aller Zeiten          | El Mejor de los Tiempos (The Best of Times)            | 8. Mär. 2022 B                  | 6. Juli 2022                                   | Ryan Zaragoza         | Tara Tomicevic         |
| 8   | Die Wahrheit wird dich befreien | La Verdad Te Hara Libre (The Truth Shall Set You Free) | 15. Mär. 2022 B                 | 6. Juli 2022                                   | Chi-Yoon Chung        | Jamie Conway           |
| 9   | Die Ernte                       | La Cosecha (The Harvest)                               | 22. Mär. 2022 B                 | 6. Juli 2022                                   | Lily Mariye           | Mark Wilding           |
| 10  | Das gelobte Land                | La Tierra Prometida (The Promised Land)                | 29. Mär. 2022 B                 | 6. Juli 2022                                   | Edward Ornelas        | Matt Lopez             |